# Chi Virginis
Chi Virginis (χ Virginis, förkortat Chi Vir, χ Vir) som är stjärnans Bayerbeteckning, är en jättestjärna belägen i sydvästra delen av stjärnbilden Jungfrun. Den har en skenbar magnitud på +4,65 och är synlig för blotta ögat på platser utan ljusföroreningar. Baserat på parallaxmätning inom Hipparcosuppdraget på 11,1 mas, beräknas den befinna sig på ett avstånd av ca 294 ljusår (90 parsek) från solen.

## Egenskaper
Chi Virginis är en orange jätte av spektralklass K2 III, vilket anger att den är en jättestjärna som förbrukat dess förråd av väte i kärnan och utvecklats bort från huvudserien. Den har en massa som är omkring dubbelt så stor som solens och har expanderat till en radie som är 23 gånger solens radie. Den utsänder från sin yttre atmosfär 182 gånger mer energi än solen vid en effektiv temperatur på ca 4 395K, vilket ger stjärnan den färg som karakteriserar orangea jättar. Chi Virginis är ca 0,9 miljarder år gammal och roterar med en låg prognostiserad rotationshastighet på endast 3,9 km/s. 
Chi Virginis har tre optiska följeslagare. En med en vinkelseparation på 173,1 bågsekunder och en skenbar magnitud på +9,1 av spektraltyp K0, en annan av 10:e magnituden separerad med 221,2 bågsekunder, och en tredje av spektraltyp K2 och magnitud +9,1 separerad med 321,2 bågsekunder. Ingen av dessa har bekräftats vara fysisk följeslagare.

## Planetsystem
I juli 2009 upptäcktes att Chi Virginis har en massiv planet i en omloppsbana med en hög excentricitet på 0,46. Dess omloppsperiod är ca 835 dygn och den har en massa som är minst 11 gånger större än Jupiters. Det finns tecken på existens av en andra planet med omloppsperiod på 130 dygn, men detta är inte tillräckligt fastställt. Den 19 augusti 2015 bekräftades av en chilensk astronom förekomsten av en andra planet (ungefär tre gånger större än Jupiter och med en omloppsbana ungefär som Venus).